# Estouches
Estouches is een plaats en voormalige gemeente in het Franse departement Essonne (regio Île-de-France) en telt 206 inwoners (2004). De plaats maakt deel uit van het arrondissement Étampes. Estouches is op 1 januari 2019 gefuseerd met de gemeente Méréville tot de gemeente Le Mérévillois. 

## Geografie
De oppervlakte van Estouches bedraagt 5,9 km², de bevolkingsdichtheid is 34,9 inwoners per km².
De onderstaande kaart toont de ligging van Estouches met de belangrijkste infrastructuur en aangrenzende gemeenten.

## Demografie
Onderstaande figuur toont het verloop van het inwonertal (bron: INSEE-tellingen).